# ویرجینیا کریستین
ویرجینیا کریستین (انگلیسی: Virginia Christine؛ ۵ مارس ۱۹۲۰ – ۲۶ ژوئیهٔ ۱۹۹۶) یک هنرپیشه اهل ایالات متحده آمریکا بود.
از فیلم‌ها یا برنامه‌های تلویزیونی که وی در آن نقش داشته است می‌توان به آدمکش‌ها، قضاوت در نورنبرگ اشاره کرد.